# Mintata Mint Hedeid
Mintata Mint Hedeid là một chính trị gia người Mauritanie. Cô là Bộ trưởng Ngoại giao phụ nữ Mauritania từ năm 2000 đến 2003. Cô bị giam giữ trong nỗ lực đảo chính quân sự thất bại vào tháng 7 năm 2003, cùng với các chính trị gia Mauritania khác như người đứng đầu Tòa án Tối cao, Mahfoud Ould Lemrabott.